# Monique Brandily
Monique Brandily née Trolle le 24 octobre 1921 à Paris 17e et morte le 22 août 2022 à Paris 6e,, est une ethnomusicologue spécialiste de la musique du Tchad. Elle est entrée au CNRS en 1966, intégrant le Laboratoire d'ethnomusicologie du Musée de l'Homme créé la même année par Gilbert Rouget.

## Biographie
Monique Brandily a passé une grande partie de sa vie dans le désert tchadien, entre 1957 et 1994 à collecter des instruments et à enregistrer des musiques des hommes du désert,.

## Filmographie
- Le luth et la vièle Teda du Tibesti, France • 1978 • 35 minutes • Couleur • CNRS Audiovisuel.